# Гориховка
Гориховка (укр. Горіхівка) — село в Кетрисановской сельской общине Кропивницкого района Кировоградской области Украины.
До 2020 года входило в Бобринецкий район
Население по переписи 2001 года составляло 18 человек. Почтовый индекс — 27233. Телефонный код — 5257. Занимает площадь 0,241 км². Код КОАТУУ — 3520880803.